# Андорра на Європейських іграх 2015
Андорра на перших Європейських іграх у Баку була представлена 31 атлетом у 6 видах спорту[яких?], проте за підсумками змагань андоррські спортсмени не здобули жодної медалі.